# Esra Bilgiç
Esra Bilgiç (nascida a 14 de outubro de 1992 em Ancara) é uma actriz e modelo turca. É conhecida por interpretar Halime Sultán (mais tarde Halime Hatun) na série de televisão Dirilis: Ertugrul.

## Carreira
O seu desejo de actuar levo-a a fazer parte de algumas aulas de actuação. Ali, chamou a atenção do famoso produtor turco Mehmet Bozdag que, pelas suas habilidades de actuação, decidiu dar-lhe o papel principal na sua série, Diriliş Ertuğrul, iniciando assim a sua carreira numa das séries mais populares da Turquia em 2014 .

### 2014-2018: Diriliş: Ertuğrul
A partir de 2014, protagonizou a série Diriliş: Ertuğrul, transmitida na televisão em TRT 1. Os seus co-protagonistas foram Engin Altan Düzyatan e Hülya Darcan. Diriliş: Ertuğrul trata sobre a história heróica do pai de Osman I , Ertugrul, que converte uma pequena tribo da Anatólia num Sultanato.  Esra participou como Halime Hatun na série.

## Filmografia
| Série de TV | Série de TV       | Série de TV    | Série de TV     |
| Ano         | Título            | Papel          | Nota            |
| ----------- | ----------------- | -------------- | --------------- |
| 2014-2018   | Diriliş: Ertuğrul | Halime Hatun   | Papel Principal |
| 2018-2018   | Bir Umut Yeter    | Derya Akar     | Papel Principal |
| 2020-       | Ramo              | Sibel Yıldırım | Papel Principal |

## Dramas seleccionados
- Davamiz Bir (2017)
- Adalet Tecelli Edecek (2017)
- Adalet (2017)
- Hesap Günü (2017)
- Zafere Dogru (2017)
- Bir Ölür Bin Diriliriz (2017)
- Beyimizin Yolunda (2017)
- Fetih Için (2016)
- Hakikatin Pesinde, Part 2 (2016)
- Hakikatin Pesinde, Part 1 (2016)
- Kirli Oyun (2016)
- Fetih Atesi (2016)
- Hakkin Sesi (2016)
- Hak ile Batilin Savasi (2016)
- Sefer Bizim Zafer Allah'indir (2016)
- Zaferin Serefi (2016)
- Fetih Vakti (2016)
- Hilalin Gölgesinde (2016)
- Allah Var Gam Yok (2016)
- Bas Koydum (2015)
- Er Meydani (2015)
- Davamiz (2015)
- Büyük Rüya (2015)
- Hesap Vakti (2015)
- Ilahi Adalet (2015)
- Süleyman Shah (2015)
- Hain Olan (2015)
- Diriliş: Ertuğrul (2014)
- Av, Part 2 (2014)
- Av, Part 1 (2014)
- Pilot (2014)

## Vida pessoal
Esra esteve a sair com o futebolista profissional turco Gökhan Töre desde 2014. O casal finalmente contraiu casamento a 21 de outubro de 2017 e separados em 17 de junho de 2019. Recentemente, Esra tem estudado "Relações Internacionais" na Universidade Internacional Bilkent  de Estambul.

## Prémios e Nomeações
| Prémios | Prémios                                          | Prémios                | Prémios           |
| Ano     | Cerimónia de Entrega De Prémios                  | Categoria              | Projecto          |
| ------- | ------------------------------------------------ | ---------------------- | ----------------- |
| 2014    | Antalya TV Awards                                | Melhor Actriz da série | Diriliş: Ertuğrul |
| 2015    | Sosyal Farkındalık Ödülleri                      | Melhor Actriz da série | Diriliş: Ertuğrul |
| 2015    | 18. Sadri Alışık o teatro e o cinema dos Prémios | Melhor Actriz          | Diriliş: Ertuğrul |
| 2015    | Anadolu Meios De Comunicação Ödülleri            | Melhor Actriz da Série | Diriliş: Ertuğrul |
| 2016    | Türkiye Gençlik Ödülleri                         | Melhor Actriz          | Diriliş: Ertuğrul |